# Castello di Santa Barbara
Il castello di Santa Barbara (chiamato anche Castel Lodrone) è un castello medievale in rovina che si trova nel comune di Storo in provincia di Trento.

## Storia

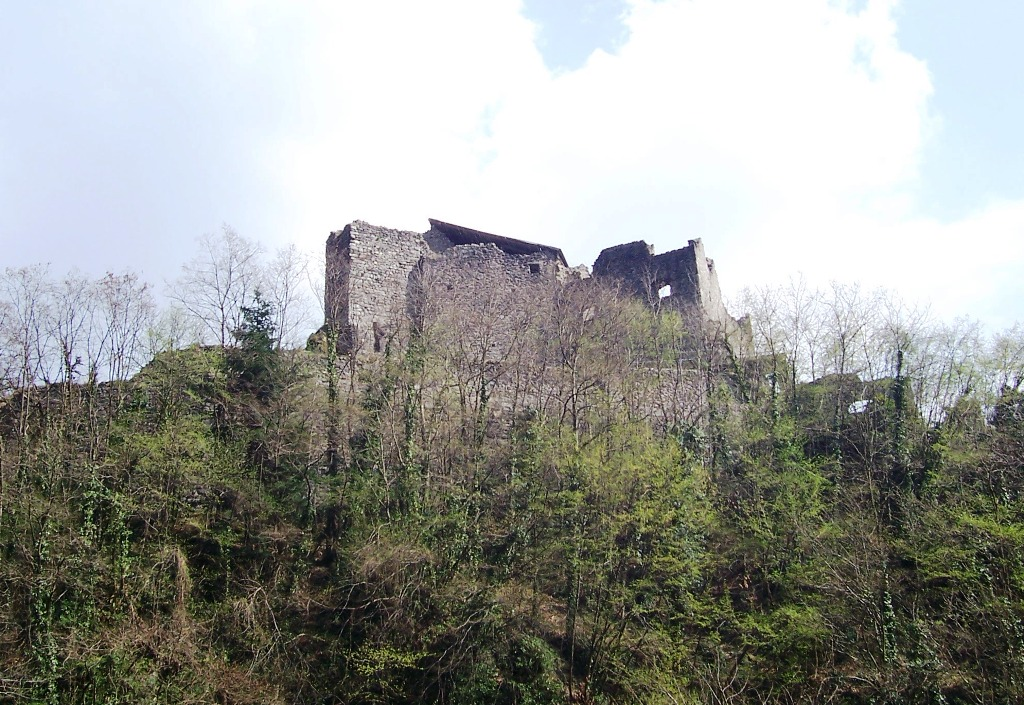
Il castello visto dal basso

Originariamente feudo dei conti di Appiano, fu concesso nel 1185 a Calapino di Lodrone come descritto nel Codice Vanghiano. Alla morte di Calapino, il principe vescovo di Trento ne investì tredici uomini illustri della comunità di Storo. Con l'aumento dell'influenza dei Lodron, il maniero tornò nelle loro mani e tra il XIII e il XIV secolo divenne la loro base per l'espansione nella zona delle Giudicarie e nel resto del Trentino.
Nel XV secolo fu coinvolto nelle lotte tra Milano e Venezia, in quanto i Lodron servivano come mercenari al soldo della Serenissima. Nel 1439 fu cinto d'assedio dal capitano di Milano Niccolò Piccinino, che lo con conquistò dopo un pesante bombardamento da parte dell'artiglieria.
Nel 1516 secolo furono invece i veneziani a cingere d'assedio il castello visto il passaggio dei Lodron al servizio dell'imperatore Massimiliano I d'Asburgo.
A seguito di queste distruzioni il castello perse di importanza e cadde in rovina, anche a seguito dell'abbandono da parte dei Lodron che si trasferirono nei palazzi del paese sottostante.
Dal 2012 è iniziato un progetto di restauro da parte della provincia autonoma di Trento.